# サイバー暴力
サイバー暴力（サイバーぼうりょく）は、インターネット上の掲示板やブログなどで行われる特定の個人や企業団体などへの誹謗中傷、および名誉毀損の事を指す。

## 概要
主に韓国のインターネット事情を扱う時に使われる言葉である。悪質なものになると中傷の対象となった当事者の個人情報を流出させたり、長期に渡り展開される攻撃的な書き込みで精神を極度に衰弱させるなど、社会生活を脅かすケースも多々あり、韓国では年々増加しているサイバー暴力が社会問題にもなっている。
サイバー暴力が増加傾向にあるのは、一般市民に高速に浸透したインターネット社会に相反して、その管理体制が不十分である事が主因とされている。これは韓国は元より多くの先進国にも当てはまる事柄である。

## 韓国政府の対応
相次ぐサイバー暴力を未然に防ぐために2007年7月から「制限的本人確認制」を導入している。これは諸サイトに書き込みを行う際に住民登録番号の入力を義務付け、本人の特定を容易にするものである。だが住民登録番号が流出する危険性があることや、制度が一部の大手サイトにしか採用されていないことなどから、サイバー暴力を防ぐような抑止力にはなっていないとの見方が強く、実際にサイバー暴力に繋がるような悪質な書き込みは減少していない。

## その他
市民規模では2007年に中央大教授のミン・ビョンチョルを中心に「ソンプル（善い書き込みを意味する造語）国民運動本部」が設立。国内最多を誇る動画ポータルサイト「パンドラTV」と連携して、インターネット利用者に「アクプル（悪い書き込みを意味する造語）を追放しよう」と呼びかけている。